# Pirhosigma pilosum
Pirhosigma pilosum är en stekelart som först beskrevs av Fox 1899.  Pirhosigma pilosum ingår i släktet Pirhosigma och familjen Eumenidae. Inga underarter finns listade i Catalogue of Life.